# 赫梅米姆空军基地
赫梅米姆空军基地（俄语：Авиабаза «Хмеймим»，阿拉伯语：‎）是叙利亚的一处空军基地，位于拉塔基亚省的赫梅米姆。目前该空军基地由俄罗斯军方运营。这个空军基地与巴塞勒·阿萨德国际机场共享一些机场设施。

## 名称
机场的名称源于阿拉伯语‎，拉丁化会写作Hemeimeem、Hmeymin，西里尔字母作“Хмеймим”。中文译名有赫梅米姆、赫梅明、克美明等译法。

## 历史
空军基地建于2015年中期，毗邻巴塞勒·阿萨德国际机场，作为“ 俄罗斯反对伊斯兰国的军事行动的战略中心”。
2015年9月美国情报官员向媒体透露了该基地的存在。2015年9月30日开始正式投入使用。

## 法律地位
根据俄罗斯和叙利亚已经签署了一项关于扩大俄罗斯海军在塔尔图斯的物流设施领域49年的协议。
该文件指出：“如果双方当事人都不通过外交途径，提前12个月以书面形式提出终止协议的通知，则现行协议将保持有效期为四十九年，到期并自动延长二十五年。”
该协议说：“俄罗斯将在无私基础上使用共同使用的设施。”
叙利亚方面，有基地的周边保护責任，俄罗斯方面則有内部守卫和防空責任。

## 运营
基地可以提供约1000人的空调住宿，空中交通管制塔，延伸跑道，储存设施，野外厨房和加油站。供应品从俄罗斯空运，或通过50公里之外（31英里）的港口运输。该基地为能够处理AN-124运输机和伊尔-76运输机; 部署的飞机包括苏-24，苏-25和苏-34以及T-90坦克BTR-82装甲车，大炮，米-24武装直升机和米-8支援直升机。
在2015年11月24日土耳其击落苏24后，安装了S-400防御导弹系统，使俄罗斯能够进行从土耳其南部到以色列北部的空域的防空。
据新闻周刊报道，俄罗斯情报机构GRU在该基地运营了一个信号情报站。

## 事件

### 无人机袭击事件[12]
俄罗斯国防部说，俄军在2018年1月6日星期六在赫梅米姆空军基地和塔尔图斯的一个海军基地击退了一系列无人机攻击。在13架无人机中，有7架被击落，6架被迫降落而没有造成任何损失。

### 安-26坠毁事件[13]
据俄罗斯媒体援引俄罗斯国防部的消息称，安-26型飞机该空军基地坠毁，机上的所有39名军事人员死亡。该部说，飞机没有被袭击，初步数据显示技术故障可能导致事故发生。

##### 火箭弹袭击事件[14]
根据俄罗斯国防部消息，武装分子对叙利亚的赫梅米姆空军基地进行炮击，炸伤四名平民.
根据军方的说法，弹幕没有击中空军基地，空军基地正在继续正常行动。